# Tarachodes nubifer
Tarachodes nubifer es una especie de mantis de la familia Tarachodidae.

## Distribución geográfica
Se encuentra en Namibia.